# 圣艾蒂安叙布莱勒
圣艾蒂安叙布莱勒（法語：Saint-Étienne-sur-Blesle，法語發音：[sɛ̃.t‿etjɛn syʁ blɛl]，意为“布莱勒上方的圣艾蒂安”）是法国上卢瓦尔省的一个市镇，位于该省西部，属于布里尤德区。

## 地名
与通常在法语地名中表示“在……河畔”之意的“sur”不同，该地名Saint-Étienne-sur-Blesle中的“sur”意为“在……上方”，表示名为圣艾蒂安（Saint-Étienne）的该地与布莱勒（Blesle）的位置关系，并以“布莱勒上方的圣艾蒂安”之名区分其他的“圣艾蒂安”，且事实上在该地附近也并无“布莱勒河”存在。

## 地理
圣艾蒂安叙布莱勒（45°18'41"N, 3°8'14"E）面积17.65 平方千米，位于法国奥弗涅-罗讷-阿尔卑斯大区上盧瓦爾省，该省份为法国中南部省份，北起多姆山省和卢瓦尔省，西接康塔爾省，南至洛泽尔省，东临阿尔代什省。
与圣艾蒂安叙布莱勒接壤的市镇（或旧市镇、城区）包括：欧里亚克莱格利斯、洛里、莱沃、欧特拉克、布莱勒。
圣艾蒂安叙布莱勒的时区为UTC+01:00、UTC+02:00（夏令时）。

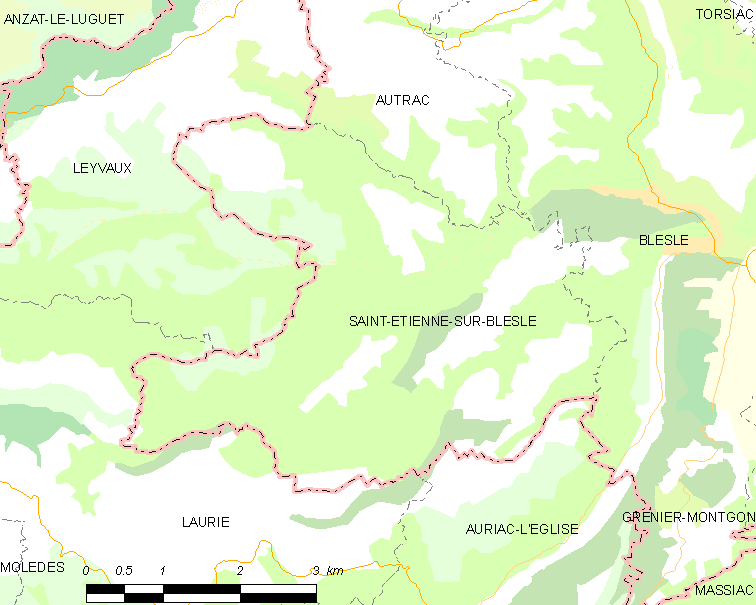
圣艾蒂安叙布莱勒的OSM定位图

## 行政
圣艾蒂安叙布莱勒的邮政编码为43450，INSEE市镇编码为43182。

## 政治
圣艾蒂安叙布莱勒所属的省级选区为圣弗洛里娜县。

## 人口

1962-2008年间圣艾蒂安叙布莱勒人口变化图示

圣艾蒂安叙布莱勒于2022年1月1日时的人口数量为54人。